# Verfassung des Kantons Zürich

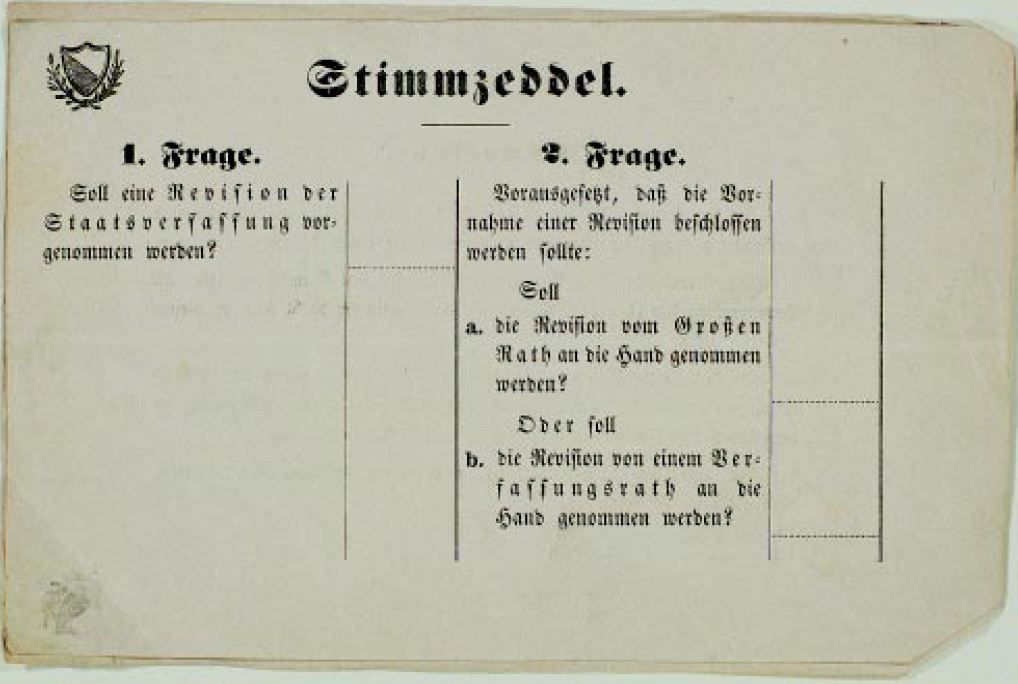
Stimmzettel vom 26. Januar 1868

Die Verfassung des Kantons Zürich (KV) ist die rechtliche Grundordnung des Schweizer Kantons Zürich. Als kantonale Verfassung regelt sie den Aufbau des Kantons, legt die Grundlagen für das Funktionieren der Behörden sowie der Gesetzgebung fest und umschreibt die Bürger- und Volksrechte. In der Rechtshierarchie steht sie unterhalb der Bundesverfassung der Schweizerischen Eidgenossenschaft sowie der Bundesgesetz und oberhalb aller kantonaler Gesetze und Verordnungen sowie aller kommunaler und landeskirchlicher Rechtserlasse. Die heute gültige Verfassung datiert vom 27. Februar 2005 und trat am 1. Januar 2006 in Kraft.
Von 1356 bis 1798 bildete die Brunsche Zunftverfassung die Grundlage der Reichsstadt und späteren Republik Zürich, wobei die Stadt Zürich fast uneingeschränkt über ihre Untertanengebiete herrschte. Nach der Helvetik und der Mediation konnte die Stadt während der Restauration ihre Vorherrschaft vorübergehend wiedererlangen. Nach dem Beginn der Regeneration im Jahr 1831 waren Stadt und frühere Untertanengebiete gleichberechtigt. Danach formte sich schrittweise die direkte Demokratie im Kanton Zürich mit dem Ausbau der Volksrechte auf Staats- und Gemeindeebene sowie der Konkretisierung der Volkssouveränität.
Eine Vorreiterrolle spielte dabei die von Winterthur ausgehende und von der École de Winterthour geprägte demokratische Bewegung. Sie erzwang 1869 die Ausarbeitung einer neuen, modernen Verfassung, die in ihren Grundzügen über 130 Jahre lang bestehen blieb und anderen Kantonsverfassungen sowie der Bundesverfassung von 1874 als Vorbild diente. Die Zürcher Verfassung war die erste, bei der die direkte Demokratie in der Schweiz systematisch verwirklicht wurde.

## Aktuelle Verfassung

### Aufbau und Inhalt
Gegliedert ist die Verfassung in die Präambel und in zwölf Abschnitte mit insgesamt 145 Artikeln. Aus Gründen der Übersichtlichkeit sind mehrere Abschnitte weiter in Unterabschnitte gegliedert.
| Präambel 1 Grundlagen 2 Grundrechte 3 Sozialziele 4 Bürgerrecht 5 Volksrechte A Stimm- und Wahlrecht B Initiativrecht C Volksabstimmungen D Rechtsetzung E Demokratisches Engagement | 6 Behörden A Allgemeine Bestimmungen B Kantonsrat C Regierungsrat D Rechtspflege E Weitere Behörden 7 Gemeinden A Allgemeine Bestimmungen B Zusammenarbeit der Gemeinden C Aufsicht | 8 Öffentliche Aufgaben A Allgemeine Bestimmungen B Übertragung öffentlicher Ausgaben C Die Aufgaben 9 Finanzen 10 Kirchen und weitere Religionsgemeinschaften 11 Änderung der Kantonsverfassung 12 Übergangsbestimmungen |

### Besondere Merkmale
Die Verfassung von 2005 ist die erste des Kantons Zürich mit einer eigentlichen Präambel. Jene von 1831 verzichtete ganz darauf, während sich jene von 1869 mit einem kurzen Einleitungssatz begnügte. Im Gegensatz zur Bundesverfassung fehlt ein Gottesbezug, stattdessen wird auf die «Verantwortung gegenüber der Schöpfung» und das «Wissen um die Grenzen menschlicher Macht» verwiesen. Im Unterschied zur Bundesverfassung sind die Sozialziele ausführlicher gehalten. Bei den Grundrechten zusätzlich enthalten sind das Recht auf Zugang zu amtlichen Dokumenten, die freie Wahl der Form des partnerschaftlichen Zusammenlebens und die Gebärdensprache als Teil der Sprachenfreiheit.
Als einziger Kanton ohne Landsgemeinde kennt Zürich das Volksrecht der Einzelinitiative, bei der eine Einzelperson eine Änderung der Kantonsverfassung oder eines kantonalen Gesetzes beantragen kann. Ebenfalls einmalig in der Schweiz ist das Recht der Behördeninitiative, die üblicherweise von der Exekutive einer Gemeinde ausgeht. Beide werden in Artikel 31 geregelt.

## Historische Entwicklung

### Widerstandstradition für eine gerechte Herrschaft
Die im Jahr 1336 eingeführte Brunsche Zunftverfassung festigte in Zürich die Macht der Zünfte, die allmählich den Einfluss des Adels zurückdrängten. Ihren Einfluss in den Untertanengebieten sicherte sich die Stadt mit der Aufnahme von Ausburgern, mit Burgrechten und der Übernahme von Vogteirechten, mit denen auch Hoheitsrechte verbunden waren. Stadt und Landschaft bildeten ein Doppelgemeinwesen, das nicht durch eine Verfassung, sondern durch die höchste Gewalt bzw. das Regiment vereinigt war. Während für die Stadt die «Fundamentalsatzungen» massgeblich waren, unterstanden die Landleute dem «Landrecht». Seit dem Westfälischen Frieden von 1648 (Unabhängigkeit der Schweiz vom Deutschen Reich) bezeichnete sich Zürich nicht mehr als «Reichsstadt Zürich», sondern als «Republik Zürich». 1713 kam es auf Druck der Zünfte und der Landbevölkerung zu einer Verfassungsrevision. Trotzdem blieb das Regiment der Stadt auf der Landschaft durch zahlreiche Mandate wirksam, die bis in alle Einzelheiten das religiöse und sittliche Leben der Untertanen regelten und der Stadt das Monopol auf wirtschaftlichem Gebiet verschafften.

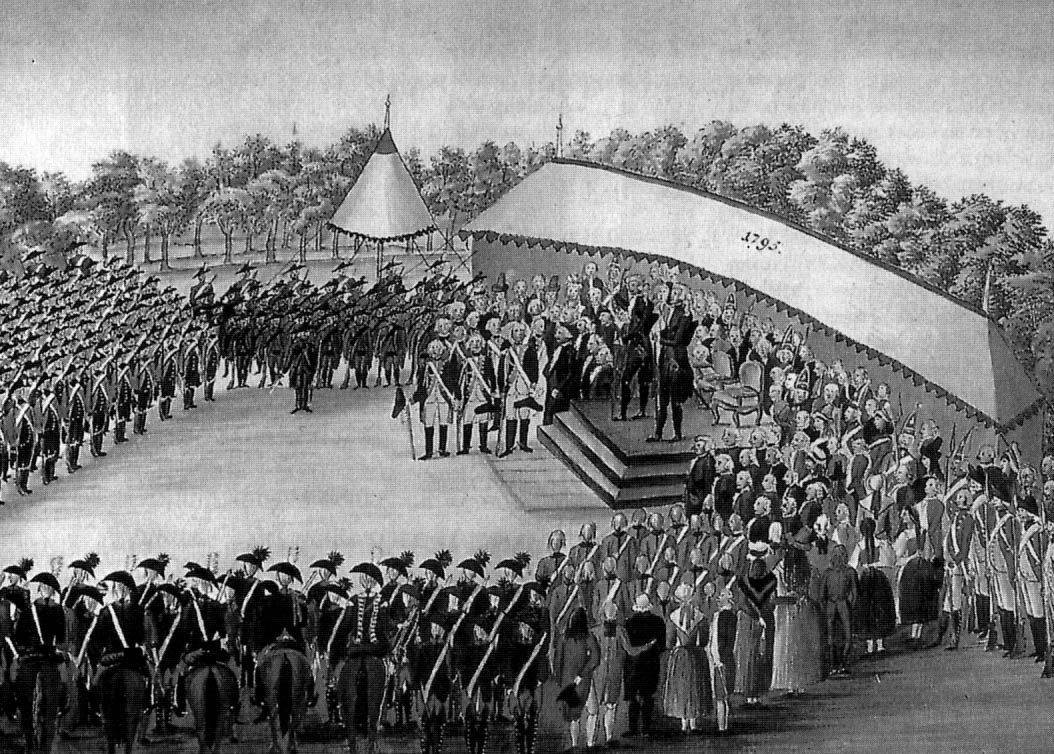
Stäfnerhandel: Truppenentlassung 1795

1794 wurde das Stäfner Memorial verfasst, in dem auf die urkundlich verbrieften Rechte der Zürcher Landbevölkerung der vor- und nachreformatorischen Zeit hingewiesen wurde, die als «alte Freiheiten» in den Waldmannschen Spruchbriefen von 1489 und den Kappeler Briefen von 1532 (die Stadt hatte sich verpflichtet, ohne Wissen und Willen ihrer Landleute keine Bündnisse abzuschliessen) festgehalten waren. Mit dieser Bittschrift an den städtischen Rat forderten sie eine Verfassung, die Gleichstellung aller Bürger, die Gewerbe- und Bildungsfreiheit, die Ablösung der Feudallasten und die Wiederherstellung der alten Gemeinderechte. Bevor die Bittschrift vorgelegt werden konnte, liess der Rat die Führer der Bewegung verhaften und verurteilen. Die Unnachgiebigkeit der Regierung und die Strafen mobilisierten die gesamte Landschaft und die Stadt, wo aufgeklärte Bürger Reformen nach französischem Vorbild verlangten (Stäfnerhandel).
Der Einmarsch der französischen Truppen in die Alte Eidgenossenschaft 1798 verstärkte die revolutionäre Stimmung bei der ländlichen Oberschicht (Seegemeinden, Knonauer Amt, Zürcher Oberland). Der radikale Führer der Landschaft, der Stäfner Johann Caspar Pfenninger, erzwang den Rücktritt des Rates. Eine mehrheitlich von Landschaftsvertretern zusammengesetzte Landeskommission begann eine Verfassung auszuarbeiten, musste sich jedoch am 29. März 1798 der von Frankreich diktierten helvetischen Verfassung unterwerfen. Das bedeutete das Ende der Republik Zürich, und ihr Gebiet wurde zu einem Verwaltungsbezirk der Helvetischen Republik.

### Die Verfassung von 1803
Mit der von Napoleon der Schweiz «vermittelten» Mediationsakte wurde der bis 1798 bestehende Stadtstaat Zürich beziehungsweise der von 1798 bis 1803 bestehende helvetische Verwaltungsbezirk Zürich in den heutigen Kanton Zürich umgewandelt: Im Unterschied zum «Kanton» der Helvetik war der neue Kanton Zürich wie vor 1798 wieder ein eigenes Staatswesen, und im Unterschied zu den Verhältnissen des Ancien Régime von vor 1798 blieben Stadt und Staat wie zur Zeit der Helvetik getrennt – die Stadt Zürich blieb eine der zahlreichen Gemeinden des Kantons und wurde nicht mehr identisch mit dem Staat. Die Mediationsakte erhielt auch die erste, allerdings weitgehend von Napoleon und seinen Beratern geschriebene Verfassung des Kantons; die sechs Vertreter Zürichs (darunter Johann Heinrich Pestalozzi) konnten wenigstens eigene Entwürfe beisteuern.
Die Verfassung vom 19. Februar 1803 sah wie als Legislative einen «Grossen Rat» und als Exekutive einen «Kleinen Rat» vor, deren Vorsitzende wieder den Titel «Burgermeister» trugen. Eine Gewaltentrennung im heutigen Sinn gab es nicht: Die obersten Richter (Judikative) und die Mitglieder des Kleinen Rates (Exekutive) waren zugleich Mitglieder des Grossen Rates (Legislative).
Der Grosse Rat diskutierte über die Gesetzesvorlagen des Kleinen Rates und nahm sie an oder verwarf sie; ein eigenes Vorschlagsrecht hatte er nicht. Innerhalb der Stadt waren wieder die Zünfte Wahlorgane für den Grossen Rat; auf der Landschaft hingegen mussten neue Wahlkreise gebildet werden, die trotz ihres Namens «Zunft» mit den städtischen nichts gemein hatte. Um wählen zu dürfen, musste man über wenigstens 500 Gulden verfügen, selbständig und militärdiensttauglich sowie verheiratet oder aber mindestens dreissigjährig sein. Damit war rund die Hälfte der männlichen Bevölkerung auf der Landschaft von der Mitsprache in Kantonsangelegenheiten ausgeschlossen. Die insgesamt 195 Grossräten wurden nach einem komplizierten Wahlsystem gewählt. Auch hier griff der Zensus: 65 Grossräte mussten ein Vermögen von 5000 Franken nachweisen, 130 ein solches von 20'000 Franken. Zudem enfielen auf die 11'000 Stadtbewohner 75 Sitze und auf die 182'000 Landbewohner deren 120 – Sitzverteilung und Zensus sorgten für ein Übergewicht der städtischen und aristokratischen Parlamentarier. Ein besonders konservatives Element war überdies, dass die Ablösung der Zehnten und Grundzinsen «nach dem wahren Werthe» verlangt wurde, was diese faktisch verhinderte.
Der Kleine Rat bestand aus 25 Mitgliedern, die aus der Mitte des Grossen Rates gewählt wurden. Er allein konnte dem Grossen Rat Gesetze vorschlagen, und er wählte fast alle Behörden. Nach der ersten Wahl waren 15 seiner Mitglieder Stadtbürger, zwei kamen aus Winterthur und acht von der Landschaft. Zwanzig galten als Aristokraten, 5 als Demokraten.
Innovativ war die Verfassung aber darin, dass die Landbevölkerung nicht mehr wie vor 1798 lediglich in Gemeindeangelegenheiten mitreden, sondern von nun durch die Wahl von Grossräten auch auf kantonaler Ebene mitbestimmen durfte. Erstmals gab es einen kantonalen Gesetzgeber, eine kantonale Regierung und eine kantonale Verwaltung, die nicht mit den Organen der Stadt identisch waren. Neu war auch die regionale Verwaltungsgliederung, indem fünf Bezirke (Zürich, Winterthur, Bülach, Uster und Horgen) an die Stelle der früheren Landvogteien traten.
Der vom Kleinen Rat Ende 1803 beschlossene Huldigungseid auf die neue Verfassung führte auf der Landschaft zu Unruhen, die in den Bockenkrieg 1804 mündeten.

### Die Verfassung von 1814
1814 beschloss die Kantonsregierung, der Kleine Rat, mittels einer neuen Verfassung wieder eine stärker Vertretung der Hauptstadt zu erreichen und dadurch das «Bauernregiment» abzustellen. Einer Forderung von 262 Stadtbürgern, die verfassungsmässigen Verhältnisse der Zeit vor 1798 mit ihren Untertanenverhältnissen wieder herzustellen, erteilte sie hingegen eine Absage. Das Kantonsparlament erliess die neue Verfassung mit einem Stimmenverhältnis von 105 zu 62 Stimmen. Abgelehnt wurde die neue Verfassung unter anderem von den neun Winterthurer Grossräten, da Winterthur nun stärker unter der Macht der Stadt Zürich stand als je zuvor – im Ancien Régime war die Winterthurer Autonomie immerhin noch durch altverbriefte Sonderrechte geschützt worden, die aber 1798 abgeschafft worden waren.
Die entscheidende, restaurative Änderung gegenüber der Verfassung von 1803 bestand in der Zusammensetzung des Grossen Rats (Kantonsparlaments): Die nach der bisherigen Verfassung bestehende Mehrheit der Landschaft wurde mittels der neuen Verfassung in eine Minderheit verwandelt, so dass ab 1816 von den insgesamt 212 Grossräten deren 130 aus der Stadt Zürich stammten. Nur 82 der Grossräte wurden gewählt, 130 jedoch kooptiert. Wie schon nach der Verfassung von 1803 waren die Mitglieder des Kleinen Rats und des Obergerichts zugleich Mitglied des Grossen Rates. Im Kleinen Rat (Kantonsregierung) waren nun sogar 20 der 25 Mitglieder Stadtbürger. Der Zensus für die Wählbarkeit in den Grossen Rat wurde gesenkt, derjenige zum aktiven Wahlrecht abgeschafft. Neu wurde der Kanton für die Verwaltung in elf Oberämter gegliedert, die weitgehend in den heutigen Bezirken fortleben. Der Oberamtmann vereinigte in sich administrative und richterliche Funktionen.

### Die Verfassung von 1831
Die Julirevolution von 1830 in Frankreich unterstützte in der Schweiz die Regeneration. Anfang des 19. Jahrhunderts lebten im Kanton Zürich 88 Prozent der Bevölkerung auf dem Land, wo sie in der Landwirtschaft und in den ersten Fabriken arbeiteten. Die Fabriken waren auf dem Land entstanden, weil es dort günstige Wasserkraft und genügend Arbeitskräfte gab. Weil die Landschaft gemäss der Verfassung von 1814 politisch wenig mitbestimmen konnte, wurden von der liberalen Bewegung (Bürgertum und Fabrikanten) mit organisierten Volksversammlungen entscheidende politische Veränderungsprozesse ausgelöst.

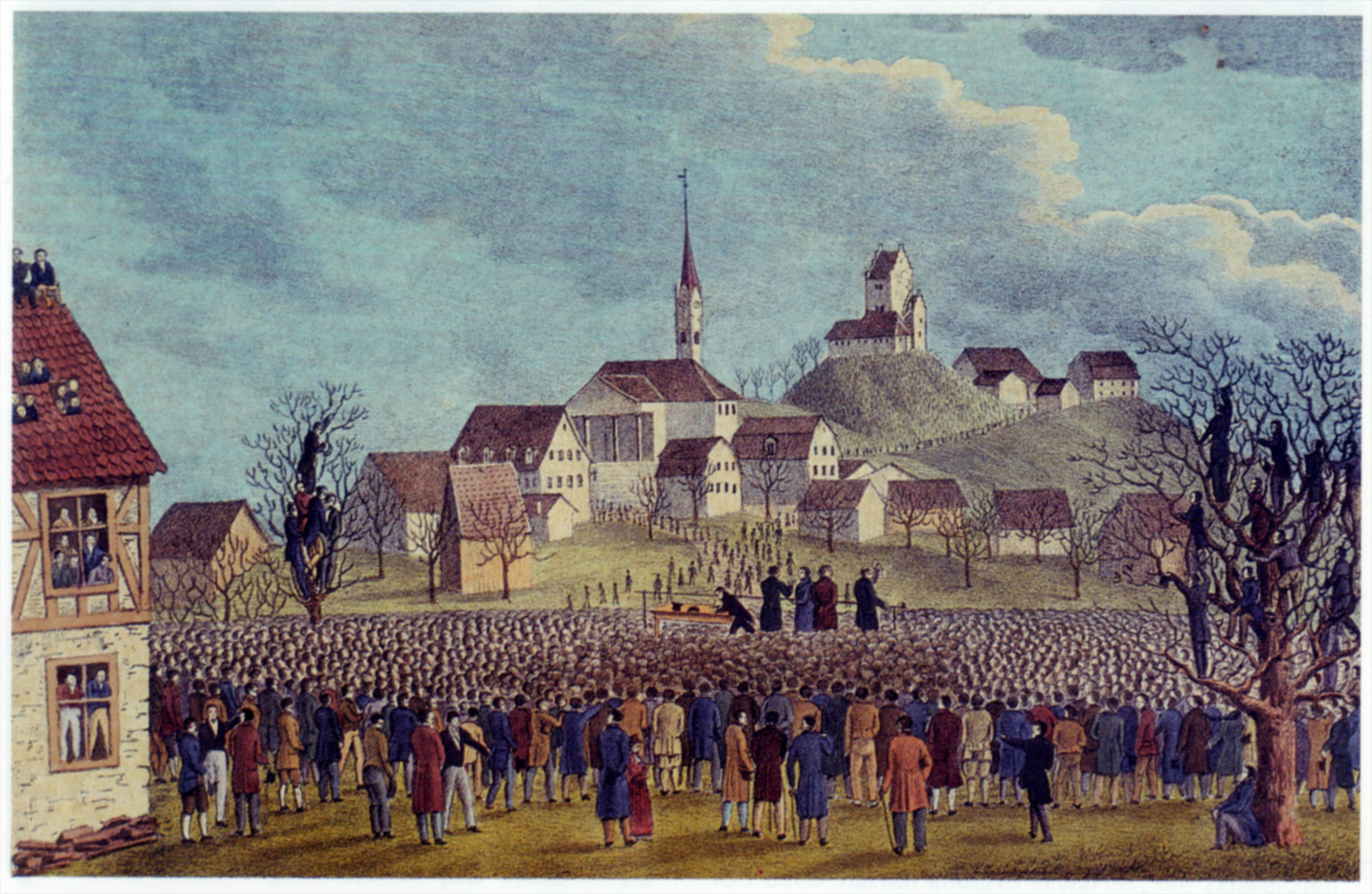
Ustertag 1830

Am 22. November 1830 versammelten sich erstmals rund 10'000 Männer der zürcherischen Landschaft in Uster (Ustertag) und verlangten mit dem «Memorial von Uster» eine neue Verfassung. Sie wollten aufgrund ihrer gewachsenen wirtschaftlichen Stärke endlich eine angemessene Vertretung im Parlament haben. Gewerbetreibende und Bauern forderten von der Regierung Schutz für die Zünfte sowie für Klein- und Kleinstbetriebe und eine Erleichterung bei der Ablösung ihrer Feudallasten (Zehnt). Die Forderungen der Volksbewegung führte zur Auflösung des Parlamentes (Grossrat), das auf den 6. Dezember Neuwahlen nach dem geforderten Vertretungsprinzip ansetzte. Eine 13er-Kommission arbeitete einen Verfassungsentwurf mit der Volkssouveränität als oberstes Staatsprinzip aus. Die Verfassung stärkte die Gemeinden und gab ihnen das Recht auf eigene Gemeindeordnungen im Rahmen des kantonalen Rechts.
Die am 20. März 1831 vom Volk in der ersten kantonalen Abstimmung mit 96 Prozent der Stimmenden angenommene neue, liberale Verfassung trat drei Tage später in Kraft. Der Kanton Zürich wurde ein souveräner Stand der Schweizerischen Eidgenossenschaft mit einer repräsentativen Verfassung. Die Liberalen begannen mit einer Bildungsoffensive (Bildungsgesetz von 1832, Gründung der demokratischen Volksschule, des Lehrerseminars und der Universität Zürich) und der Kirchenerneuerung, weil die Volkssouveränität nur von einem gebildeten Volk wahrgenommen werden könne. Für die wachsende Volkswirtschaft wurden die Zollschranken abgebaut, die Weg- und Brückenzölle aufgehoben und der Strassenbau forciert.
Der liberale Aufbruch mit der Modernisierung missachtete alte traditionelle Rechte der Landbevölkerung. Von der neuen Gesellschaftsordnung profitierten Unternehmer, Juristen und Lehrer während Kleinbauern, Heimarbeiter und die alten Eliten die Verlierer waren. Die Einführung neuer Schulbücher mit religionsfreien Inhalten und die Berufung von David Friedrich Strauss an die Universität (Straussenhandel) waren der Auslöser für den Marsch von 2’000 erzürnten und bewaffneten Landbewohnern nach Zürich. Der Züriputsch vom 6. September 1839 stürzte die liberale Kantonsregierung.

### Demokratische Bewegung im Kanton Zürich

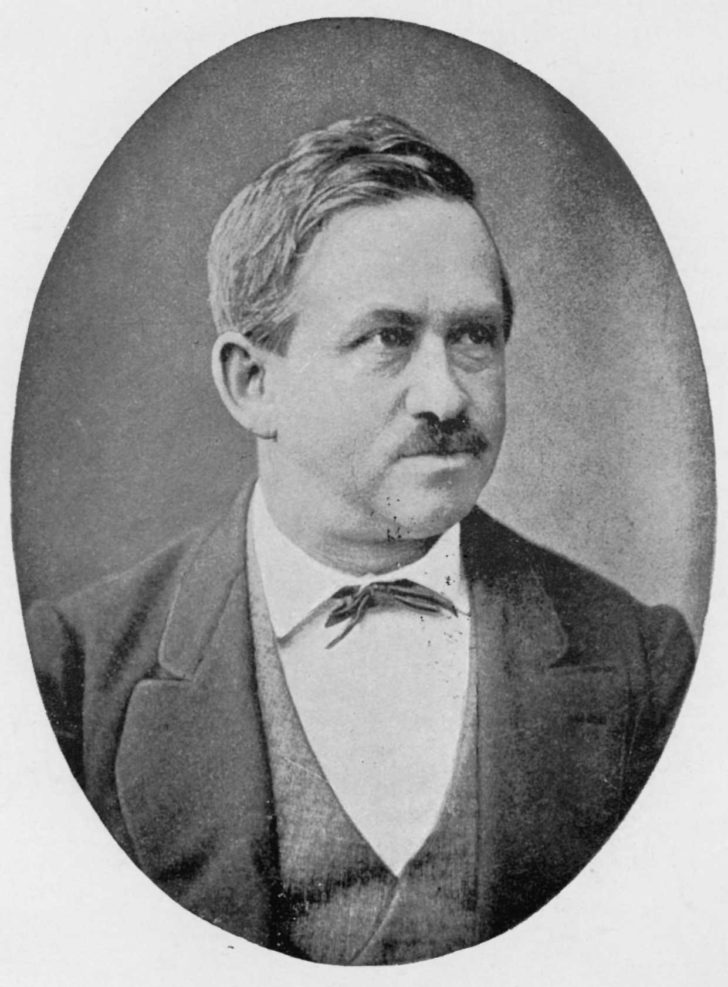
Salomon Bleuler

Mit der Industrialisierung der Schweiz erlebte die Stadt Zürich ein starkes wirtschaftliches Wachstum und wurde zum Verkehrsknotenpunkt ausgebaut. Die Stadt wurde gegenüber der Landschaft privilegiert. Bauern und Gewerbetreibende hatten Mühe, Kredite zu bekommen, weil Begüterte ihr Geld bevorzugt in den neuen Eisenbahnaktien anlegten, statt in die ländliche Wirtschaft. Der Grosse Rat lehnte eine Bank für das Volk mehrmals ab. In den 1840er und 1850er Jahren hatte sich eine linksliberale und frühsozialistische Bewegung gebildet, die von Johann Jakob Treichler und Karl Bürkli angeführt wurden. Treichler und Bürkli waren Mitglieder der seit 1846 bestehenden Zürcher Sektion des Grütlivereins und engagierten sich für den 1851 gegründeten Konsumverein Zürich. In den 1860er Jahren bildeten sich in der industrialisierten Nordwest- und Ostschweiz Demokratische Bewegungen gegen die Machtkonzentration bei den erfolgreichen Industriellen («System Escher») und dem dominierenden rechtsliberalen Freisinn. Weil die liberale Wirtschaftspolitik auf Zürich konzentriert war, fühlten sich Winterthur und viele Landgebiete benachteiligt.

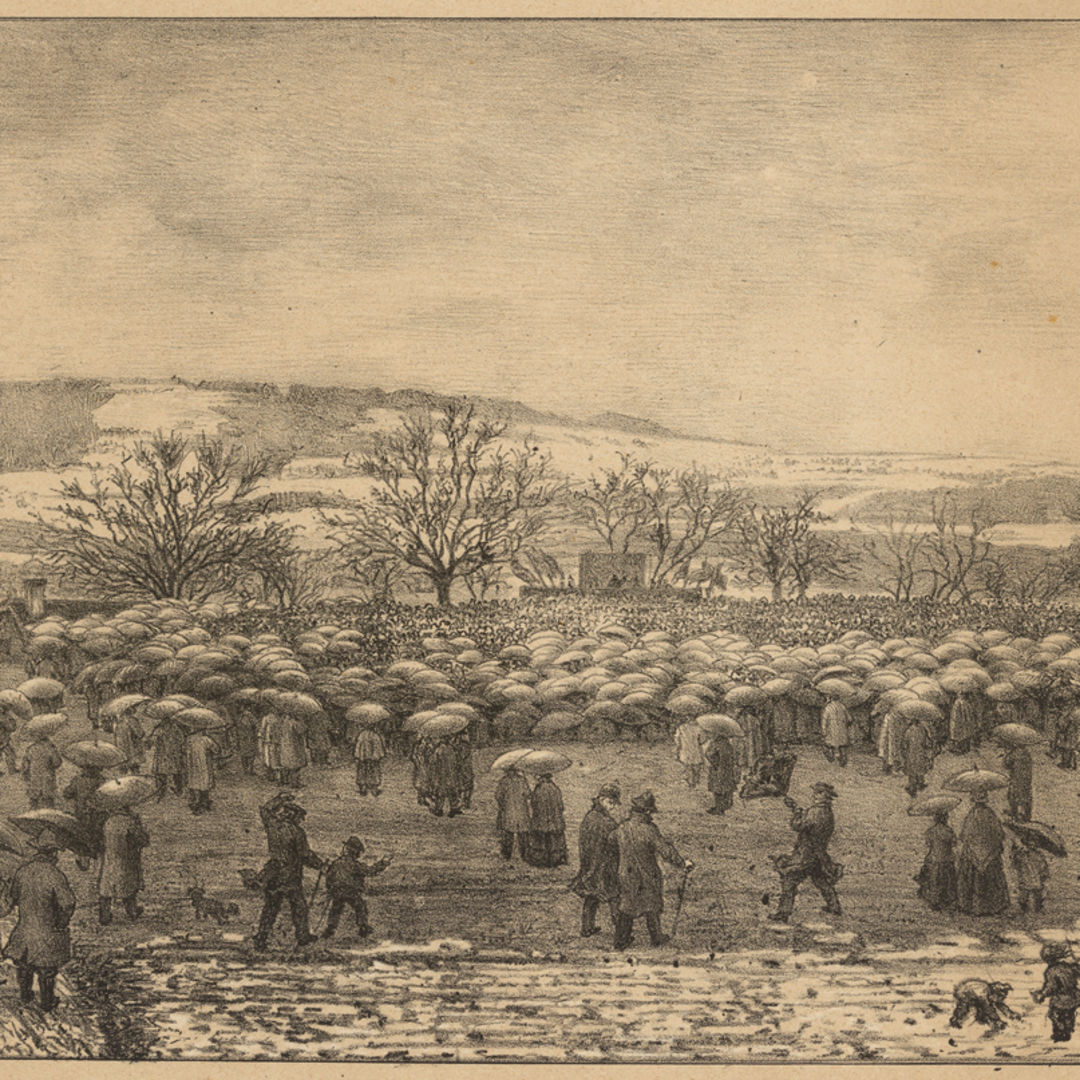
«Landsgemeinde» in Uster 1867

Das geistige Zentrum der Demokratiebewegung wurde der Winterthurer Landbote mit seinem Redaktor Salomon Bleuler. Die ausstrahlende demokratische Staatstheorie wurde in der Westschweiz als École de Winterthour bezeichnet. Die Demokraten von Winterthur bildeten ein Zentralkomitee, das ein Parteiprogramm erarbeitete, die Revision der Verfassung forderte und beschloss, das Programm der Bewegung an den «Landsgemeinden» bekannt zu geben.
Diese Volksversammlungen fanden am 15. Dezember 1867 mit rund 18'000 Männern (mehr als ein Viertel aller Stimmberechtigten) in Uster, Bülach, Winterthur und Zürich statt, um die direkte politische Mitsprache sowie sozialpolitische Reformen zu fordern. An den Versammlungen kamen beinahe 27‘000 Unterschriften für eine Verfassungsänderung zusammen. Gemäss der 1865 angenommenen Verfassungsrevision musste das Volk über eine Verfassungsänderung entscheiden, wenn 10’000 Bürger eine solche begehrten. In der darauffolgenden Volksabstimmung vom 26. Januar 1868 stimmte das Zürcher Volk mit einem Mehr von 50’000 gegen 7’000 Stimmen (bei 65’000 Stimmberechtigten) für die Totalrevision der Staatsverfassung sowie ebenfalls mit einem grossen Mehr für einen Verfassungsrat.

«Eine Verfassung ist aber keine stilistische Examenarbeit. Die sogenannten logischen, schönen philosophischen Verfassungen haben sich nie eines langen Lebens erfreut. Wäre mit solchen geholfen, so würden die überlebten Republiken noch da sein, welche sich einst bei Rousseau Verfassungen bestellten, weil sie kein Volk hatten, in welchem die wahren Verfassungen latent sind bis zum letzten Augenblick. Uns scheinen jene Verfassungen die schönsten zu sein, in welchen, ohne Rücksicht auf Stil und Symmetrie, ein Concretum, ein errungenes Recht neben dem andern liegt, wie die harten glänzenden Körner im Granit, und welche zugleich die klarste Geschichte ihrer selbst sind.»

### Die Verfassung von 1869
Die Verfassung von 1869 war der erste konsequente Versuch, die Idee der reinen Volksherrschaft in einer den modernen Kulturverhältnissen entsprechenden Form durchzuführen. Es gab jedoch wichtige Vorläufer, einige Kantone hatten bereits das Veto (Gesetzesreferendum), andere die Initiative, ausgebaute Volksrechte gab es bereits im Kanton Luzern (1841, 1848 wieder abgebaut) und im Kanton Baselland wie im Kanton Zürich im Zuge der Demokratischen Bewegung.

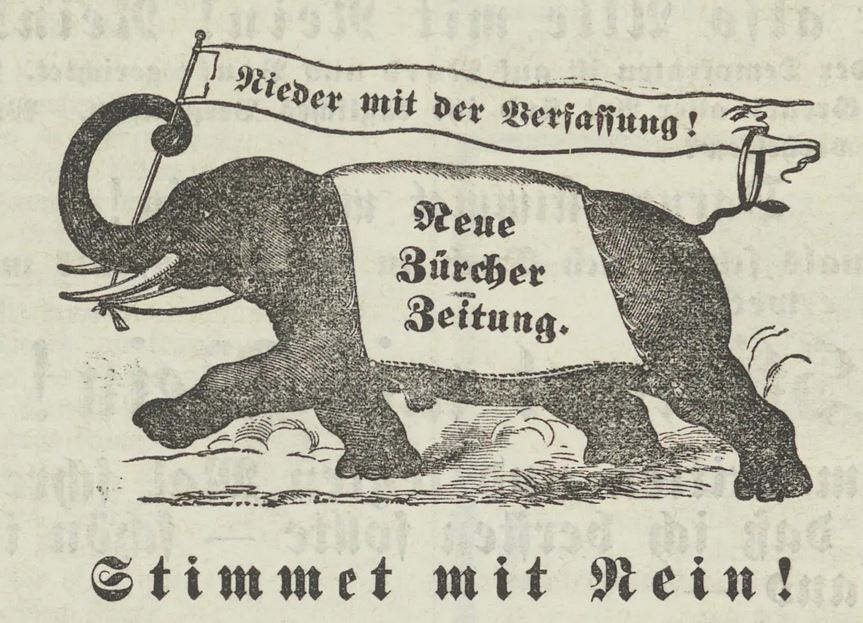
Karikatur im Züri-Heiri des Winterthurer Landboten

Die Verfassung von 1869 ist aus dem Gegenspiel der Demokraten und der Liberalen in den Beratungen des Verfassungsrates entstanden. Die Initiative lag bei der 1867 gegründeten Demokratischen Partei des Kantons Zürich und bei der Stadt Winterthur. Sie fand ihren grössten Rückhalt in der Beamten- und Lehrerschaft. Das wichtigste Presseorgan, das die Partei unterstützte, war der Winterthurer Landbote. Die Gegenbewegung in den Beratungen kam von den Liberalen. Die Wirtschaftsliberalen hatten die Liberale Partei gegründet, deren Mittelpunkt vorwiegend die Stadt Zürich war. Ihr Presseorgan war die Neue Zürcher Zeitung. Die Liberalen gingen Ende des 19. Jahrhunderts mit den Demokraten ein Zweckbündnis ein.
Im März 1868 wurden vom Volk 222 Verfassungsräte gewählt, zumeist Männer mit politischer Erfahrung. Die Anhänger der Revision konnten zwei Drittel der Sitze erringen. Der Verfassungsrat wählte den Winterthurer Stadtpräsident Johann Jakob Sulzer zu ihrem Präsidenten. Bis Ende Mai hatte das Volk Gelegenheit, seine Wünsche für die neue Verfassung in der Form von Petitionen abzugeben. Ende Mai wurde vom Verfassungsrat eine 35er-Kommission mit der Ausarbeitung eines Verfassungsentwurfs bestimmt, mit der Weisung «das Prinzip der direkten Gesetzgebung durch das Volk zu verwirklichen». Das Parlament, so erklärte Johann Caspar Sieber 1868 im Verfassungsrat, solle künftig lediglich noch als «vorberathende Commission» fungieren. Die Kommission war fast ausschliesslich aus Demokraten zusammengesetzt. Der erste Verfassungsentwurf wurde am 1. August 1868 im Landboten veröffentlicht und den Verfassungsräten zugestellt. Der im August von der 35er-Kommission bereinigte Entwurf wurde gegen Ende des Monats im Landboten und in der NZZ publiziert.

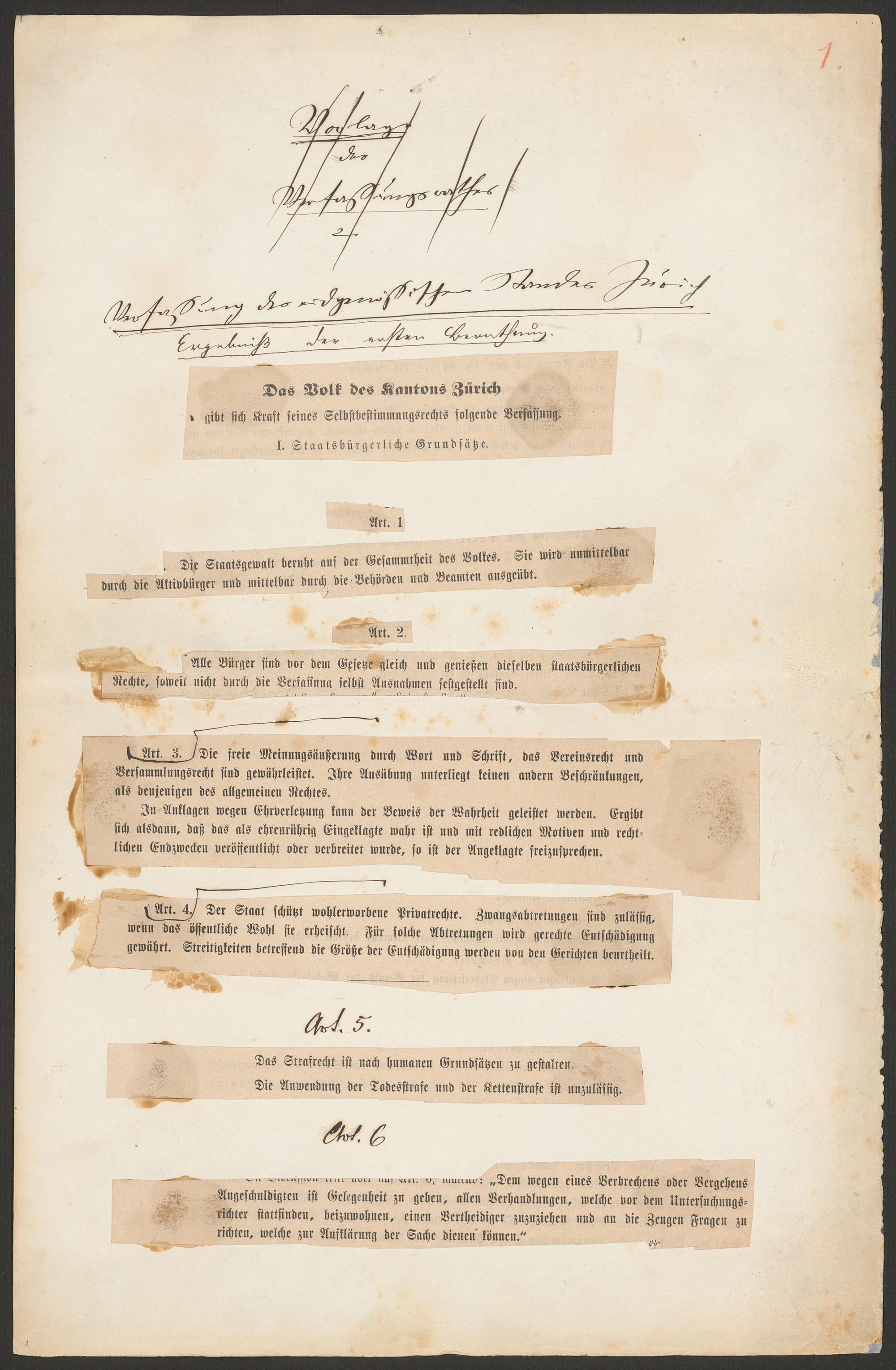
Ergebnis der Ersten Beratung. Autor: Gottfried Keller, 3. Dezember 1868

Der Verfassungrat befasste sich mit den Entwürfen in zwei Beratungssessionen vom August bis März und stimmte am 31. März 1869 im Verhältnis von 145 zu 46 für die neue Verfassung. An der Volksabstimmung vom 18. April 1869 wurde die neue Verfassung mit 61 Prozent Ja angenommen, bei einer Stimmbeteiligung von 91 Prozent. Sie war die erste direktdemokratische Verfassung in der Schweiz. Kein anderer Kanton hatte bisher einen solch radikalen Wandel von einem reinen Repräsentativsystem zu einem Modell mit weitreichenden direktdemokratischen Elementen vollzogen. Die Idee der reinen Volksherrschaft wurde in einer den modernen Kulturverhältnissen entsprechenden Form eingeführt. Die Demokratische Bewegung hatte mit der Kantonsverfassung einen grossen Sieg errungen.

### Ausbau der demokratischen Rechte
Am 18. April 1869 weitete der Kanton Zürich den Einfluss der Stimmbürger mit Volksinitiative, Referendum, Volkswahl des Regierungsrats auf die Politik aus. Die damals geschaffene Verfassungsordnung hat im Grunde bis heute Bestand. Das zentrale Element der neuen Verfassung, die Volkssouveränität, wurde im ersten Artikel der Verfassung konkretisiert. Damit war der Freistaat nicht mehr ein demokratisch-repräsentativer, sondern ein direktdemokratischer, in dem der Volkswille, die wahre öffentliche Meinung, das höchste Gesetz darstellt. Während die Verfassung von 1831 noch festgelegt hatte, die Staatsgewalt werde durch den Grossen Rat als Stellvertreter des Volkes ausgeübt, lautete der Artikel 1 der neuen Verfassung wie folgt: Die Staatsgewalt beruht auf der Gesamtheit des Volkes. Sie wird unmittelbar durch die Aktivbürger und mittelbar durch die Behörden und Beamten ausgeübt.
Bisher konnte das Volk nur die Mitglieder des Grossen Rates (neu Kantonsrat) wählen, damit diese als Volksstellvertreter die Gesetze erliessen. Mit dem neuen Volksinitiativ- und Referendumsrecht konnte das Volk nun direkt auf die Gesetzgebung (Vorschläge, Verfassungsänderungen, Gesetze, Konkordate) Einfluss nehmen. Für die Initiative waren 5000 Unterschriften erforderlich, beim Referendum (inklusive Finanzreferendum) mussten dem Volk im Frühjahr und im Herbst obligatorisch die vom Kantonsrat ausgearbeiteten Gesetze vorgelegt werden. Mit der Einzelinitiative konnte ein einzelner Stimmbürger ein Begehren lancieren (mit Unterstützung von mindestens einem Drittel der Kantonsräte).
Der Regierungsrat wurde nicht mehr durch das Parlament, sondern direkt durch die Bürger gewählt. Die Zürcher Ständeräte wurden in Volkswahlen bestimmt. Auf Gemeindeebene wurden die Geistlichen und Lehrer der Volksschule von Gemeindegenossen gewählt und nach sechs Jahren bestätigt. Im sozialpolitischen Bereich wurde der Volksschulunterricht obligatorisch und kostenlos, die Progression wurde auf die Vermögensteuer ausgedehnt. Dank dem Engagement von Johann Jakob Keller wurde die Zürcher Kantonalbank geschaffen (Eröffnung der ersten Filiale am 15. Februar 1870), um die wirtschaftliche Entwicklung der Landschaft zu fördern, in dem sie dem Gewerbe und dem Volk Kredite zu fairen Bedingungen gab. Der Kanton hatte das auf Selbsthilfe beruhende Genossenschaftswesen zu fördern und Arbeiterschutzgesetze zu erlassen. Das Koalitionsverbot wurde aufgehoben, womit die Gründung von Gewerkschaften möglich wurde. Die Wehrpflichtigen wurden vom Staat ausgerüstet. Die Todes- und Kettenstrafe wurde abgeschafft.
Die Gemeindefreiheit wurde durch weitgehende Rechte der Gemeindeversammlungen gewährleistet: Aufsicht über Gemeindeverwaltung, Festsetzung des jährlichen Budgets, Annahme der Jahresrechnung, Bewilligung der Steuersätze, Genehmigung von grösseren Ausgaben. Mit der systematischen Verwirklichung der direkten Demokratie wurde der Kanton Zürich zum Wegbereiter für die Einführung und den Ausbau der direkten Demokratie in anderen Kantonen sowie auf Bundesebene: 1869 und 1870 führten die Kantone Bern, Solothurn, Thurgau und Aargau das obligatorische Referendum ein. Auf Bundesebene folgte das Referendum 1874 und die Initiative 1891.
Die Wirtschaftsfreiheit wurde im Artikel 21 geregelt: Die Ausübung jeder Berufsart in Kunst und Wissenschaft, Handel und Gewerbe ist frei. Vorbehalten sind die gesetzlichen und polizeilichen Vorschriften, die das öffentliche Wohl erfordert.

### Die Verfassung von 2005
Die Verfassung von 1869 galt damals als die modernste Europas, entwickelte sich aber über die Jahrzehnte durch fast 50 Teilrevisionen allmählich zu einem unübersichtlichen Flickwerk. Sowohl 1968 als auch 1980 gab es politische Vorstösse, die ohne Erfolg eine Totalrevision forderten. 1991 stimmte der Kantonsrat schliesslich einer Motion zu, stellte aber die Bedingung, dass ein Verfassungsrat gebildet werden müsse, obwohl dies in der Verfassung so gar nicht vorgesehen war. Nach zahlreichen ergebnislosen Kommissionssitzungen schlug Regierungsrat Markus Notter schliesslich ein separates Verfassungsgesetz vor, das die genauen Modalitäten einer Totalrevision durch einen Verfassungsrat regeln sollte. Dieser Vorschlag stiess im Kantonsrat auf Zustimmung. Bei der Volksabstimmung am 13. Juni 1999 nahmen 65,8 % der Abstimmenden die Vorlage an. Die Wahl des 100-köpfigen Verfassungsrates erfolgte am 18. Juni 2000.
Nach über vierjähriger Arbeit lag der Entwurf vor. Kantonsrat und Regierungsrat empfahlen die Annahme, ebenso die meisten Parteien. Sie argumentierten, die neue Verfassung begrenze die Staatsaufgaben, verbessere Rechtssicherheit und Transparenz der Verwaltung und wahre die Interessen von Wirtschaft, Handel und Gewerbe. Das neue Werk stehe für einen freiheitlichen, sicheren, gesunden und sparsamen Staat und führe zu mehr Demokratie. Ausgaben- und Schuldenbremse würden zu einem haushälterischen Umgang mit den Steuereinnahmen beitragen. Widerstand leisteten die SVP und einzelne FDP-Vertreter. Ihrer Meinung nach bestand kein Grund, die erfolgreiche Verfassung von 1869 gegen eine neue einzutauschen. Sie sei von einer linken Ideologie geprägt und bringe zahlreiche neue Staatsaufgaben, höhere Steuern und neue Gesetze. Bei der Volksabstimmung vom 27. Februar 2005 wurde die neue Verfassung mit einem Ja-Stimmenanteil von 64,24 % angenommen. In Kraft trat sie am 1. Januar 2006.